# Mariusz Jop
Mariusz Jop (ur. 3 sierpnia 1978 w Ostrowcu Świętokrzyskim) – polski piłkarz, występujący na pozycji obrońcy, trener, reprezentant Polski.

## Życiorys

### Kariera klubowa
Swoją karierę rozpoczynał w zespole KSZO Ostrowiec Świętokrzyski. W 1999 roku przeniósł się do Wisły Kraków. W 2001 roku został wypożyczony do Widzewa Łódź. Grając w Wiśle Kraków, trzykrotnie został mistrzem Polski (2001, 2003, 2004) oraz dwukrotnie zdobył Puchar Polski (2002 oraz 2003).
Od sezonu 2004/2005 był zawodnikiem FK Moskwa. Strzelając gola w meczu z Szynnikiem Jarosław został pierwszym Polakiem, który zdobył bramkę w lidze rosyjskiej.
10 lipca 2009 roku Jop powrócił do krakowskiego klubu podpisując z Wisłą roczny kontrakt. 18 czerwca 2010 roku podpisał dwuletni kontrakt z Górnikiem Zabrze. 18 listopada 2011 roku ogłosił zakończenie piłkarskiej kariery.

### Kariera reprezentacyjna
W reprezentacji Polski zadebiutował 30 kwietnia 2003 roku, w meczu z Belgią.
Został powołany na Mistrzostwa Świata 2006. Na niemieckim turnieju zagrał jeden mecz, przegrany, z Ekwadorem.
28 maja 2008 roku został powołany przez Leo Beenhakkera na Mistrzostwa Europy w Austrii i Szwajcarii. Na turnieju wystąpił w pierwszej połowie meczu z Austrią.

### Kariera trenerska
W 2016 został trenerem Wisły Kraków U-19.
18 czerwca 2018, kiedy nowym pierwszym trenerem Wisły Kraków został Maciej Stolarczyk, Mariusz Jop, Radosław Sobolewski i Kazimierz Kmiecik zostali jego asystentami.
Od 2019 równolegle pracował jako trener Wisły II Kraków.
W 2020 odszedł z Krakowa aby pracować jako asystent trenera Polski U-17. Pracował tam jednak krótko, ponieważ prawie od razu został przeniesiony do kadry U-21 (również jako asystent).
Od 2021 równolegle pracował jako asystent trenera Wisły Kraków.
W 2022 odszedł z obu tych stanowisk na rzecz pracy jako asystent trenera Jagiellonii Białystok.
W lipcu 2023 został trenerem Wisły II Kraków, a 3 grudnia 2023 został tymczasowym trenerem pierwszej drużyny tego klubu.

## Statystyki

### Klubowe
| Klub               | Sezon          | Liga                     | Liga  | Liga   | Puchary krajowe | Puchary krajowe | Puchary europejskie | Puchary europejskie | Suma  | Suma   |
| Klub               | Sezon          | Liga                     | Mecze | Bramki | Mecze           | Bramki          | Mecze               | Bramki              | Mecze | Bramki |
| ------------------ | -------------- | ------------------------ | ----- | ------ | --------------- | --------------- | ------------------- | ------------------- | ----- | ------ |
| KSZO Ostrowiec     | 1995-1996      | II liga (ob. I liga)     | 7     | 0      | –               | –               | –                   | –                   | 7     | 0      |
| KSZO Ostrowiec     | 1996-1997      | II liga (ob. I liga)     | 16    | 0      | ?               | ?               | –                   | –                   | 16    | 0      |
| KSZO Ostrowiec     | 1997-1998      | I liga (ob. Ekstraklasa) | 31    | 1      | 1               | ?               | –                   | –                   | 32    | 1      |
| KSZO Ostrowiec     | 1998-1999      | II liga (ob. I liga)     | 24    | 2      | 1               | 0               | –                   | –                   | 25    | 2      |
| Suma               | KSZO Ostrowiec | KSZO Ostrowiec           | 78    | 3      | 2               | 0               | –                   | –                   | 80    | 3      |
| Wisła Kraków       | 1999-2000      | I liga (ob. Ekstraklasa) | 13    | 2      | 8               | 1               | –                   | –                   | 21    | 3      |
| Wisła Kraków       | 2000-2001 (j)  | I liga (ob. Ekstraklasa) | 1     | 0      | 0               | 0               | 0                   | 0                   | 1     | 0      |
| Suma               | Wisła Kraków   | Wisła Kraków             | 14    | 2      | 8               | 1               | –                   | –                   | 22    | 3      |
| Widzew Łódź (wyp.) | 2000-2001 (w)  | I liga (ob. Ekstraklasa) | 15    | 0      | –               | –               | –                   | –                   | 15    | 0      |
| Widzew Łódź (wyp.) | 2001-2002 (j)  | I liga (ob. Ekstraklasa) | 11    | 2      | 1               | 0               | –                   | –                   | 12    | 2      |
| Suma               | Widzew Łódź    | Widzew Łódź              | 26    | 2      | 1               | 0               | –                   | –                   | 27    | 2      |
| Wisła Kraków       | 2001-2002 (w)  | I liga (ob. Ekstraklasa) | 7     | 0      | 8               | 1               | –                   | –                   | 15    | 1      |
| Wisła Kraków       | 2002-2003      | I liga (ob. Ekstraklasa) | 23    | 2      | 8               | 2               | 10                  | 0                   | 41    | 4      |
| Wisła Kraków       | 2003-2004      | I liga (ob. Ekstraklasa) | 16    | 2      | 1               | 0               | 7                   | 0                   | 24    | 2      |
| Suma               | Wisła Kraków   | Wisła Kraków             | 46    | 4      | 17              | 3               | 17                  | 0                   | 80    | 7      |
| FK Moskwa          | 2004           | Priemjer-Liga            | 15    | 3      | 1               | 0               | –                   | –                   | 16    | 3      |
| FK Moskwa          | 2005           | Priemjer-Liga            | 27    | 1      | 2               | 0               | –                   | –                   | 29    | 1      |
| FK Moskwa          | 2006           | Priemjer-Liga            | 9     | 0      | 2               | 0               | 1                   | 0                   | 12    | 0      |
| FK Moskwa          | 2007           | Priemjer-Liga            | 9     | 0      | 3               | 0               | –                   | –                   | 12    | 0      |
| FK Moskwa          | 2008           | Priemjer-Liga            | 23    | 0      | 2               | 0               | 3                   | 0                   | 28    | 0      |
| FK Moskwa          | 2009           | Priemjer-Liga            | 3     | 0      | 0               | 0               | –                   | –                   | 3     | 0      |
| Suma               | FK Moskwa      | FK Moskwa                | 86    | 4      | 10              | 0               | 4                   | 0                   | 100   | 4      |
| Wisła Kraków       | 2009-2010      | Ekstraklasa              | 12    | 0      | 2               | 0               | 1                   | 0                   | 15    | 0      |
| Suma               | Wisła Kraków   | Wisła Kraków             | 12    | 0      | 2               | 0               | 1                   | 0                   | 15    | 0      |
| Górnik Zabrze      | 2010-2011      | Ekstraklasa              | 23    | 0      | 2               | 0               | –                   | –                   | 25    | 0      |
| Suma               | Górnik Zabrze  | Górnik Zabrze            | 23    | 0      | 2               | 0               | –                   | –                   | 25    | 0      |
| SUMA               | SUMA           | SUMA                     | 285   | 15     | 42              | 4               | 22                  | 0                   | 349   | 19     |

### Reprezentacyjne
| Mecze i bramki w reprezentacji | Mecze i bramki w reprezentacji | Mecze i bramki w reprezentacji | Mecze i bramki w reprezentacji | Mecze i bramki w reprezentacji | Mecze i bramki w reprezentacji | Mecze i bramki w reprezentacji | Mecze i bramki w reprezentacji |
| lp.                            | Data                           | Miejsce                        | Gospodarz                      | Gość                           | Wynik                          | Grał                           | Rozgrywki                      |
| ------------------------------ | ------------------------------ | ------------------------------ | ------------------------------ | ------------------------------ | ------------------------------ | ------------------------------ | ------------------------------ |
| 1.                             | 30 kwietnia 2003               | Bruksela                       | Belgia                         | Polska                         | 3:1                            | 90'                            | towarzyski                     |
| 2.                             | 6 czerwca 2003                 | Poznań                         | Polska                         | Kazachstan                     | 3:0                            | od 46'                         | towarzyski                     |
| 3.                             | 15 sierpnia 2005               | Kijów                          | Polska                         | Serbia i Czarnogóra            | 3:2                            | 90'                            | towarzyski                     |
| 4.                             | 17 sierpnia 2005               | Kijów                          | Polska                         | Izrael                         | 3:2                            | od 46'                         | towarzyski                     |
| 5.                             | 7 września 2005                | Warszawa                       | Polska                         | Walia                          | 1:0                            | 90'                            | el. MŚ 2006                    |
| 6.                             | 7 października 2005            | Chorzów                        | Polska                         | Austria                        | 3:2                            | do 84'                         | el. MŚ 2006                    |
| 7.                             | 12 października 2005           | Manchester                     | Anglia                         | Polska                         | 2:1                            | 90'                            | el. MŚ 2006                    |
| 8.                             | 13 listopada 2005              | Barcelona                      | Ekwador                        | Polska                         | 0:3                            | 90'                            | towarzyski                     |
| 9.                             | 1 marca 2006                   | Kaiserslautern                 | Stany Zjednoczone              | Polska                         | 1:0                            | do 84'                         | towarzyski                     |
| 10.                            | 2 maja 2006                    | Bełchatów                      | Polska                         | Litwa                          | 0:1                            | 90'                            | towarzyski                     |
| 11.                            | 30 maja 2006                   | Chorzów                        | Polska                         | Kolumbia                       | 1:2                            | 90'                            | towarzyski                     |
| 12.                            | 3 czerwca 2006                 | Wolfsburg                      | Chorwacja                      | Polska                         | 0:1                            | 90'                            | towarzyski                     |
| 13.                            | 9 czerwca 2006                 | Gelsenkirchen                  | Polska                         | Ekwador                        | 0:2                            | 90'                            | MŚ 2006                        |
| 14.                            | 16 sierpnia 2006               | Odense                         | Dania                          | Polska                         | 2:0                            | 90'                            | towarzyski                     |
| 15.                            | 6 września 2006                | Warszawa                       | Polska                         | Serbia                         | 1:1                            | 90'                            | el. ME 2008                    |
| 16.                            | 22 sierpnia 2007               | Moskwa                         | Rosja                          | Polska                         | 2:2                            | od 67'                         | towarzyski                     |
| 17.                            | 8 września 2007                | Lizbona                        | Portugalia                     | Polska                         | 2:2                            | 90'                            | el. ME 2008                    |
| 18.                            | 12 września 2007               | Helsinki                       | Finlandia                      | Polska                         | 0:0                            | 90'                            | el. ME 2008                    |
| 19.                            | 13 października 2007           | Warszawa                       | Polska                         | Kazachstan                     | 3:1                            | 90'                            | el. ME 2008                    |
| 20.                            | 17 października 2007           | Łódź                           | Polska                         | Węgry                          | 0:1                            | 90'                            | towarzyski                     |
| 21.                            | 21 listopada 2007              | Belgrad                        | Serbia                         | Polska                         | 2:2                            | 90'                            | el. ME 2008                    |
| 22.                            | 6 lutego 2008                  | Cypr                           | Czechy                         | Polska                         | 0:2                            | od 46'                         | towarzyski                     |
| 23.                            | 26 maja 2008                   | Niemcy                         | Polska                         | Macedonia Północna             | 1:1                            | 90'                            | towarzyski                     |
| 24.                            | 1 czerwca 2008                 | Chorzów                        | Polska                         | Dania                          | 1:1                            | 90'                            | towarzyski                     |
| 25.                            | 12 czerwca 2008                | Wiedeń                         | Austria                        | Polska                         | 1:1                            | do 46'                         | ME 2008                        |
| 26.                            | 6 września 2008                | Wrocław                        | Polska                         | Słowenia                       | 1:1                            | od 50'                         | el. MŚ 2010                    |
| 27.                            | 9 września 2008                | Serravalle                     | San Marino                     | Polska                         | 0:2                            | 90'                            | el. MŚ 2010                    |

## Osiągnięcia

### Wisła Kraków
- Ekstraklasa: 2000/2001, 2002/2003, 2003/2004
- Puchar Polski: 2001/2002, 2002/2003